# ポロニウム210
ポロニウム210 (Polonium-210・210Po) とは、ポロニウムの同位体の1つ。

## 天然での存在

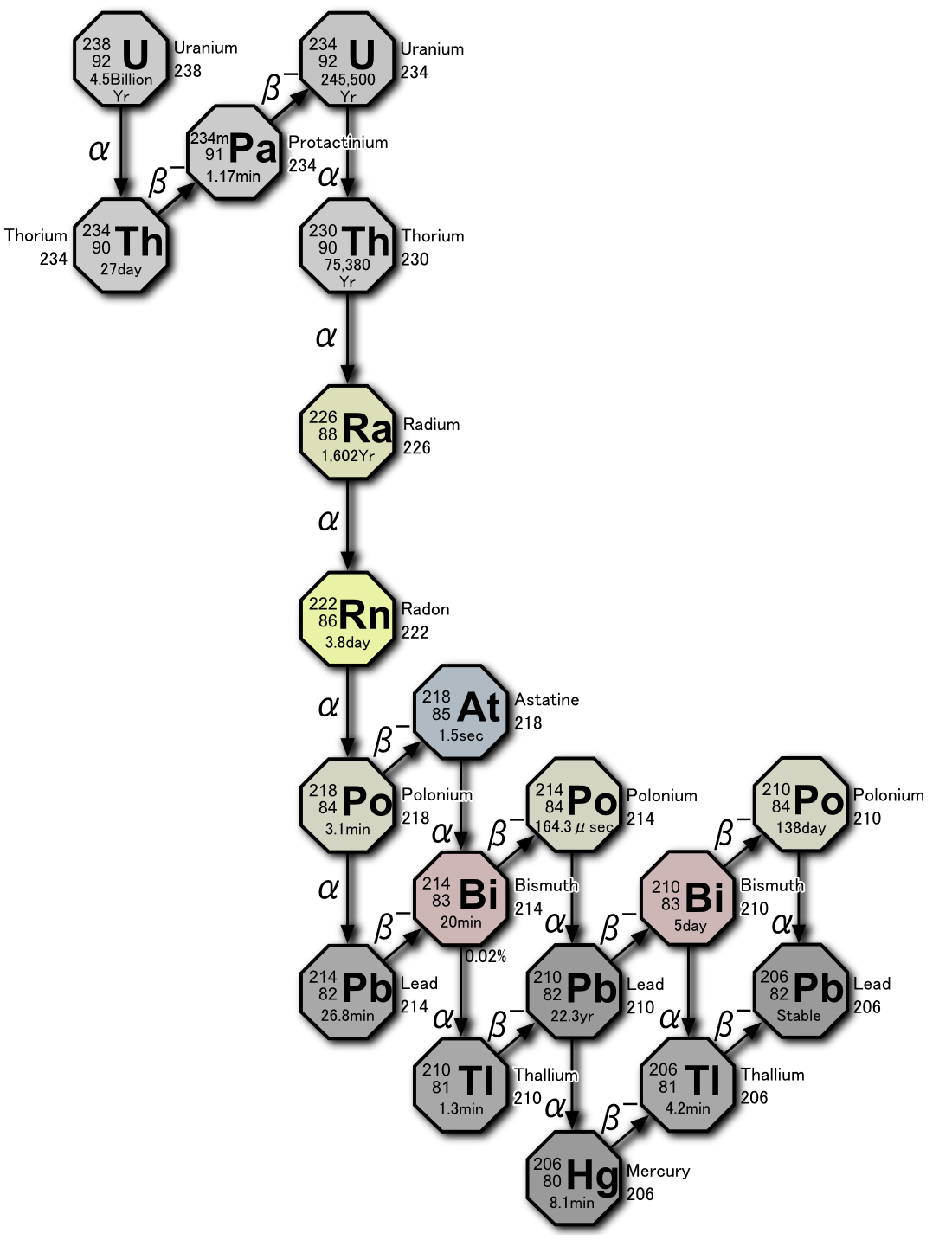
^{210}Poはウラン系列の中に存在する核種の1つである。

210Poは、天然に存在するほぼ唯一のポロニウムの同位体である。半減期は138.376日という寿命の短い放射性同位体であるが、天然に豊富に存在する238Uから始まる崩壊系列であるウラン系列の中に存在する核種であるため、常に極微量ながら補充される核種だからである。その量は極めてわずかであり、天然ウラン1トンに対してわずか74μgしかなく、ウランの約135億分の1であり、地殻に含まれる割合は約178ppt程度である。しかし、その量における放射能は約120億Bqに達する。天然ウラン1トンの放射能は約254億Bqであるため、天然ウランに含まれる210Poの比放射能は天然ウランの約半分に達する。わずかな量でも強い放射能を有する性質が、後述するポロニウムの発見につながった。238Uから210Poに至るまで、7回のアルファ崩壊と6回のベータ崩壊を経由する。また、大気1m3には0.2mBqから1.5mBqの210Poが含まれている。
厳密に述べれば、ウラン系列では214Poと218Po、他の崩壊系列では211Po、212Po、215Po、216Poが天然に存在する。しかし、半減期が最も長い218Poでも3.10分、その他の核種は1秒未満しかないため、全くのゼロというわけではないが、実質的に存在しないと見なすことが出来る。また、210Poより寿命の長い核種に209Poの102年、および208Poの2.898年があるが、これらの親核種はいずれも天然には存在し得ない極めて短命な核種しか存在しないため、これらは天然には全く存在しない。

## 崩壊

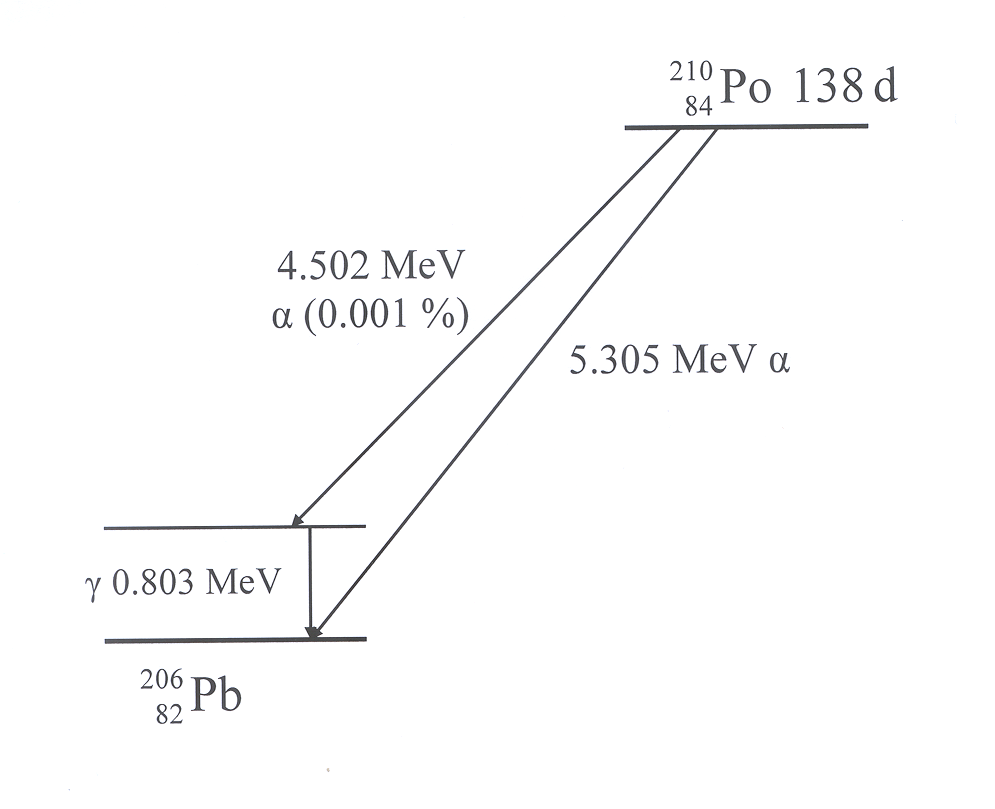
^{210}Poが^{206}Pbに崩壊する壊変図式。^{206m2}Pbに分岐してガンマ線を放出することはあるが、それは極めてわずかである。

210Poは、その100%が約5.4MeVのアルファ粒子を放出し、安定同位体である206Pbに変化する。稀に核異性体である206m2Pbに分岐し、核異性体転移での崩壊に伴うガンマ線を放出することがある。ガンマ線のエネルギーは約4.6MeVであるが、分岐はわずか0.00124%という非常に低確率である。同じようにアルファ崩壊をする核種である239Puや241Amなどと異なり、エネルギーピークは1つであることを特徴とする。また、アルファ線の作用により、210Poの周辺の空気は励起光を発する。
210Poの親核種としては、210Biが最も著名である。210Biは先述したウラン系列において210Poの前に相当する核種であり、半減期5.013日をもって99.99987%がベータ崩壊によって210Poに変化する。そのほか、214Rnのアルファ崩壊、210Atの陽電子放出がある。
また、210Poには、核異性体である210mPoがある。210mPoはわずか98.9ナノ秒で核異性体転移をして210Poに壊変する。

## 歴史

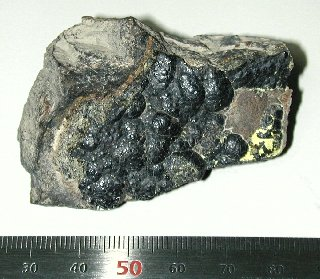
ピッチブレンドは^{210}Poを含む。

210Poは、初めて発見されたポロニウムの同位体である。210Poは1898年にピエール・キュリーとマリ・キュリー夫妻によって発見された。発見のきっかけは、ウランやトリウムを含むピッチブレンドの放射線量を測定した結果、ウランやトリウムから推定される数値の約4倍という、はるかに多くの放射線を測定したことである。キュリー夫妻はこれを未知の元素によるものと推定し、高価なピッチブレンドの代わりに、ヨアヒムスタール鉱山で産出したウラン鉱石の残渣数トンから数ヶ月の時間を使って成分の抽出・分離を行った結果である。なお、1902年には別の化学者が同じくピッチブレンドから放射性のテルルを発見し一時論争となったが、後に同じ物質である事が確認された。ポロニウムの名はマリ・キュリーの故郷であり、当時ロシア帝国の占領下にあったポーランドに因んでいる。マリは当時ポーランドを独立・解放する運動に強い関心を寄せていた。その後12月にキュリー夫妻によって発見されたラジウムに因み、名称が決定するまでは暫定的に「ラジウムF (Radium F) 」と呼ばれた。なお、発見されたポロニウムの原子量は、ドミトリ・メンデレーエフが1891年に発表した周期表で予測した原子量である212に近い数値であった。周期表の発表時は未発見であったため、暫定的に「エカテルル (ekatellurium) 」と呼ばれた。エカテルルすなわちポロニウムの化学的性質は、周期表で予測されたとおりテルルと類似していた。1911年にマリに贈られたノーベル化学賞は、ポロニウムおよびラジウムの発見の功績に対して贈られた。

## 生成・用途
先述したとおり、210Poはウラン鉱石中にわずかしか含まれていないため、鉱石からの抽出は現実的ではない。人工的に210Poを得るには、209Biに中性子線を照射し、中性子捕獲で210Biになったものが210Poにベータ崩壊して生じたものを使用する。1kgの209Biを原子炉で1ヶ月間照射して得られる210Poは3000億Bqであり、質量で約1.7mgである。厚さ0.1mmの209Bi板に加速した10MeVの重陽子を10日間照射して得られる210Poは400億Bqであり、質量で約0.2mgである。
{\displaystyle \mathrm {^{209}_{\ 83}Bi\ +\ _{0}^{1}n\ \longrightarrow \ _{\ 83}^{210}Bi\ {\xrightarrow[{5.012\ days}]{\beta ^{-}}}\ _{\ 84}^{210}Po} }
210Poが崩壊して放出されるアルファ線は強い電離作用を持つため、静電気を除去する装置に使われている。これは一般人でもごく普通に入手できる装置である。アルファ線の装置は、コロナ放電、X線、紫外線を用いた装置よりもいくつか優れた性質を持つといわれる。後述するとおり210Poは極めて毒性が強いが、210Poが外部に漏れ出さないように、金や銀など、別の金属の間に209Biを挟み、先述した中性子線の照射における中性子捕獲によって210Poを発生させる事によって安全性を保っている。
210Poは、放射性物質が崩壊する際に出す熱をゼーベック効果によって電力に変える放射性同位体熱電気転換器 (RTG) に使われる事がある。これは1950年代にアメリカ原子力委員会によって作られた初期のRTGのいくつかに使用された。210Poはわずか1gで約140Wという驚異的な出力を生み出す。これは現在主流に使われている238Puの260倍である。ただし、自発核分裂などの他の崩壊モードが全く存在せず、極めてわずかなガンマ線以外は遮断が容易なアルファ線しか放出しない性質は優秀なものの、出力の高さに起因する半減期が短いことから短期間しか使えず、また適切な冷却系がないと、210Po固体の温度は500℃に達し、自己の熱で融解・蒸発してしまうことから、用途が限られてしまう。現在のRTGはより優秀な核種である238Puや90Srなどに置き換わっている。
また、1945年に長崎市に投下された原子爆弾であるファットマンをはじめとして、初期のインプロージョン方式原子爆弾の中性子点火剤に用いられた。これは、爆縮によって9Beと210Poが混合され、210Poが放出したアルファ線を9Beが受け取り核反応を起こす。すると9Beは12Cに変化し、余った中性子はアルファ線と同じ方向に周期的にたたき出すことを利用している。現在でもその性質を利用して、携帯用の中性子線源として利用される。
{\displaystyle {\ce {{}^9_4Be + {}^4_2He -> ^12_6C + ^1_0n}}}

## 放射能・毒性
210Poは半減期が短いため、極めて強い放射能を持つ。1gの210Poは約166TBqの放射能を有し、これは同質量の天然ウランの約65億倍も強い。なお、天然ウランの330倍という数字は、キュリー夫妻が記録した、ポロニウムを含む生成物の放射活性の数字を誤解したものである。
210Poを1万Bqを吸引した際の実効線量は22mSv、経口摂取した場合は2.4mSvとなる。経口摂取の数値で比較すると、原子力事故の際問題となる核種である137Csの18倍、131Iの11倍も強い実効線量である。比放射能が強く、アルファ線という電離作用の強い放射線のため、その毒性は放射性物質の中でも極めて強い。体重70kgの成人男性の場合、111MBqで致命的であると推定されている。これは質量に換算してわずか670ngであり、塩粒より小さな程度でしかない。半数致死量の数値で比較すると、シアン化カリウムの37万倍、人工物で最も毒性の強いVXガスの240倍毒性が強く、知られている中で最も毒性の強い物質であるボツリヌストキシンは、210Poの約10倍毒性が強い程度である。なお、致死量を10ng、安全負荷量を7pgとする資料もある。酸化物、水酸化物、および硝酸塩の形態における210Poの濃度限度は、排気・空気中で80nBq/cm3、廃液・排水中で600μBq/cm3である。μSv/Bq換算での実効線量係数は、吸引摂取した場合は2.2、経口摂取した場合は0.24である。

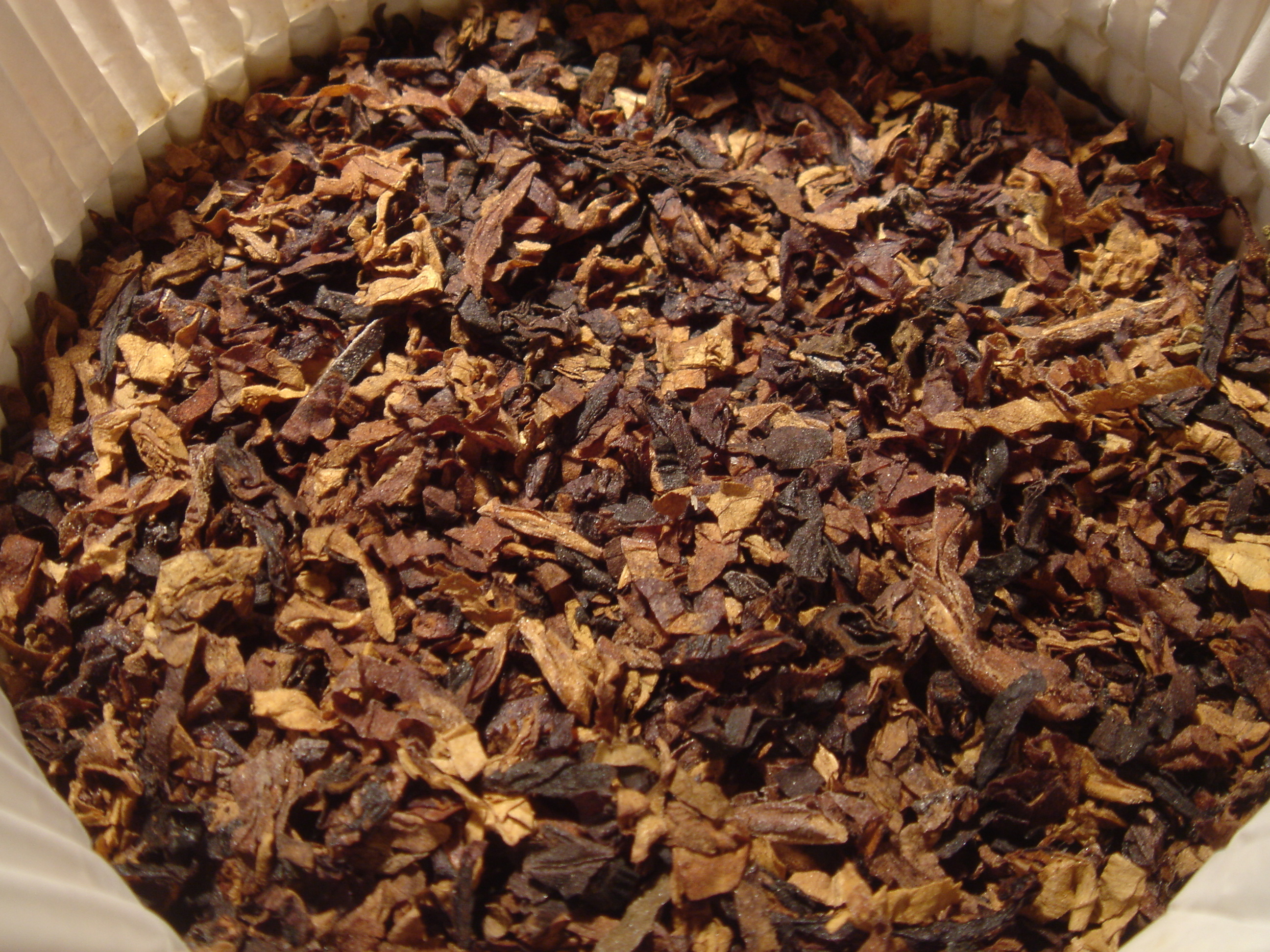
^{210}Poはタバコの葉に含まれており、喫煙により体内に吸引される。その実効線量や健康に対するリスクには様々な説がある。

一般人が210Poを体内に摂取する経路は、主に水中に含まれる酸化物、水酸化物、硝酸塩を経口摂取するものであるが、特に健康上の問題を考えるほど大量の場合を想定する場合には、主にタバコに由来する。ウラン濃度の高いリン鉱石から作られた肥料には226Raが含まれており、肥料を使用すると、226Raが崩壊して生成される222Rnが大気中から放出される。そして222Rnから崩壊した210Pbがタバコの葉の毛状突起に付着する。そして210Pbが210Biを経由して210Poへと変化する。210Poは煙と共に体内に吸引される。喫煙に起因する肺癌の少なくとも2%は210Poによるものとする推定もある。210Poのアルファ線は水中で0.04mmという極めてわずかな距離しか進まず、外部被曝は皮膚表面にとどまるため、健康上の問題があるのは内部被曝によるものである。UNSCEARの報告では、タバコに付着した210Poや210Pbによる放射線で10μSv/年の実効線量を推定している。しかし、別の推定は、これよりはるかに強く、例えばウルビーノ大学は1日20本の喫煙で210Po由来の被曝が124.8μSv/年、放射線医学総合研究所は200μSv/年の被曝を推定している。
体内にある210Poの総量は約40Bq (240fg) で、1日あたり0.1Bqを摂取している。肝臓、腎臓、脾臓に多く蓄積し、およそ100日で体外へと排出される。ヒヒを用いたポロニウムのクエン酸塩の投与実験では、肝臓に29%、腎臓に7%、脾臓に0.6%が蓄積し、生物学的半減期は50日から150日と個体差が大きいという。試験は0.1mg以下のレベルで行われており、その化学的挙動は複雑で予測がしにくい。
210Poは自然放射性核種として魚介類に多く含まれるが、日本人は魚介類の消費量が多いこととその内臓を食する食習慣のため210Po の摂取量が220Bq/年と他国より多く、40Kよりも年間実効線量に対する寄与は大きい。UNSCEARの2000年報告書では食品摂取による210Poの預託実効線量の世界平均は年間摂取量30Bqについて0.021mSVと評価されているが、日本分析センターの2005年の評価では、日本人一人当たりの食品摂取による210Poの預託実効線量は年間摂取量85Bqについて0.058mSVである。
先述したとおり、210Poは崩壊時にほぼ純粋なアルファ線を放出し、ガンマ線はわずかしか伴わない。210Poの検出には210Poを純粋分離した試料からアルファ線を測定するのが普通であるが、床に付着したものは、アルファ線が空気中をほとんど進まないため、2cm以内に検出器を置かないと検出が出来ない。これらの性質は、暗殺目的に210Poを投与させるには極めて都合が良い。なぜなら、210Poを含ませた食品等を容器に入れると、アルファ線は紙1枚でも容易に遮断されるほど透過性が低いため外部に漏れず、透過性の強いガンマ線は微量過ぎてガンマ線測定器による検出は不可能であるため、検査を容易にすり抜ける事が可能であるためである。また、同様の理由で運搬者は被曝しないことも都合が良い。2004年に死亡したパレスチナ自治政府大統領のヤーセル・アラファート（ヤセル・アラファト）、2006年に死亡した元ロシア連邦保安庁職員のアレクサンドル・リトビネンコは、210Poが暗殺目的で使用されたものと疑われているケースである。両者はどちらも内臓系の障害が原因で死亡しており、体内や遺品から210Poが検出されている。なお、先述したとおり210Poは静電気除去装置に使われるが、これの分解によって210Poを取り出すのは、特殊な装置が必要なことと、量が微量すぎるので現実的ではないとされる。210Poの投与による急性中毒で死亡させるには一般人には入手不可能なほどの大量の210Poが必要であり、したがって暗殺目的で210Poを使用する人は、原子力発電所で生成した多量の210Poを入手できる環境に関われる、例えば国家機関に従事している人物に限られる事になる。なお、体内に摂取された210Poの推定には、排泄物からのバイオアッセイが唯一の方法である。また、わずかな量で致死量に達し、自己の熱で容易に揮発し、しかも検出が困難である性質は、テロリストが汚い爆弾として利用するには都合が良いため、セキュリティの強化が検討されている。

## その他
漸近巨星分枝星の内部で発生する元素合成であるs過程において、210Poは出現する最も重い元素である。実質的な安定同位体である209Biが中性子捕獲をすることで210Biに変化し、それがベータ崩壊することによって210Poが生成されるが、s過程における中性子捕獲は速度が遅いため、210Poが更なる中性子捕獲によってより重い元素を生み出す前に、210Poがアルファ崩壊してしまう。ウランやトリウムのようなより重い元素を生み出すのは、超新星爆発で発生するr過程においてである。